# Alamannen-Museum Vörstetten
Das Alamannen-Museum Vörstetten ist ein archäologisches Museum in der baden-württembergischen Gemeinde Vörstetten, im Landkreis Emmendingen. Das Museum wird durch den 2005 gegründeten und etwa 50 Mitglieder zählenden Museums- und Geschichtsverein Vörstetten getragen. Die Eröffnung erfolgte im Juli 2009.

## Dauerausstellung
Die Dauerausstellung des Museums zeigt die Ergebnisse der in den Jahren 1991, 1998–2000 und 2007 durchgeführten archäologischen Ausgrabungen auf dem Gemeindegebiet. Thematisiert wird die Geschichte des Ortes im Kontext mit der damaligen Situation im gesamten Breisgau. Das Gros der Funde stammt aus der Übergangszeit der Spätantike im 4. Jahrhundert und dem Frühmittelalter im 5. Jahrhundert. Auf einem Freigelände ist ein alamannisches Gehöft rekonstruiert, das den Besuchern den Alltag der frühen Alamannen anschaulich vermitteln soll. Das Freigelände beherbergt ein Wohnstallhaus, ein Grubenhaus, eine Schmiedewerkstatt, einen Speicher, eine Töpferwerkstatt, einen Backofen sowie einen Hausgarten zur Kultivierung alter Nutzpflanzen, Färbepflanzen und Getreidesorten.

## Erlebbares Museum
Eine weitere Zielsetzung des Alamannen-Museums Vörstetten ist die museumspädagogische Arbeit, die sich mit ihrem erlebnispädagogischen Museumskonzept an Schüler, Lehrer, Eltern und historisch interessierte Bürger richtet.

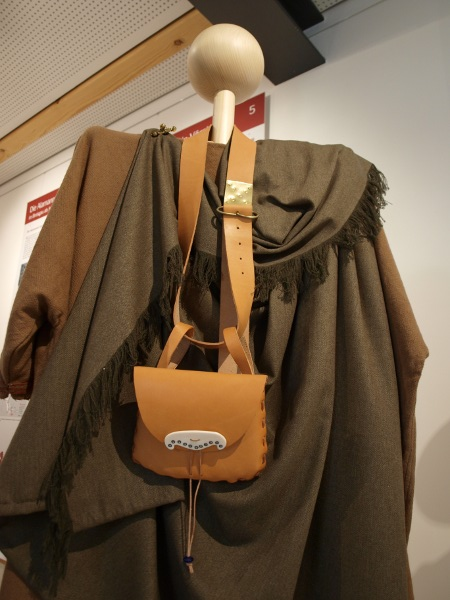
Alamannische Kleidung
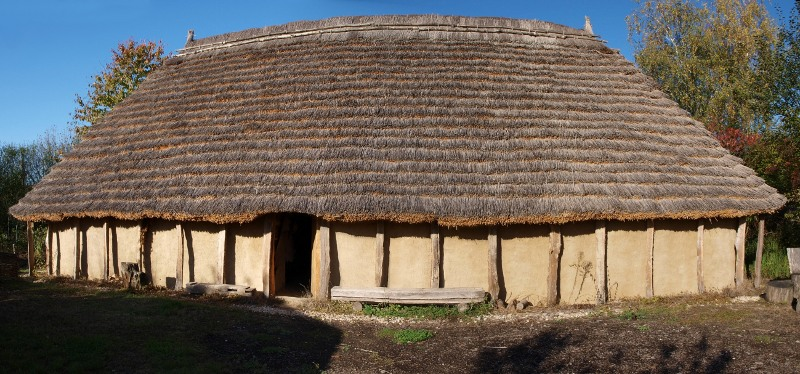
Wohnstallhaus
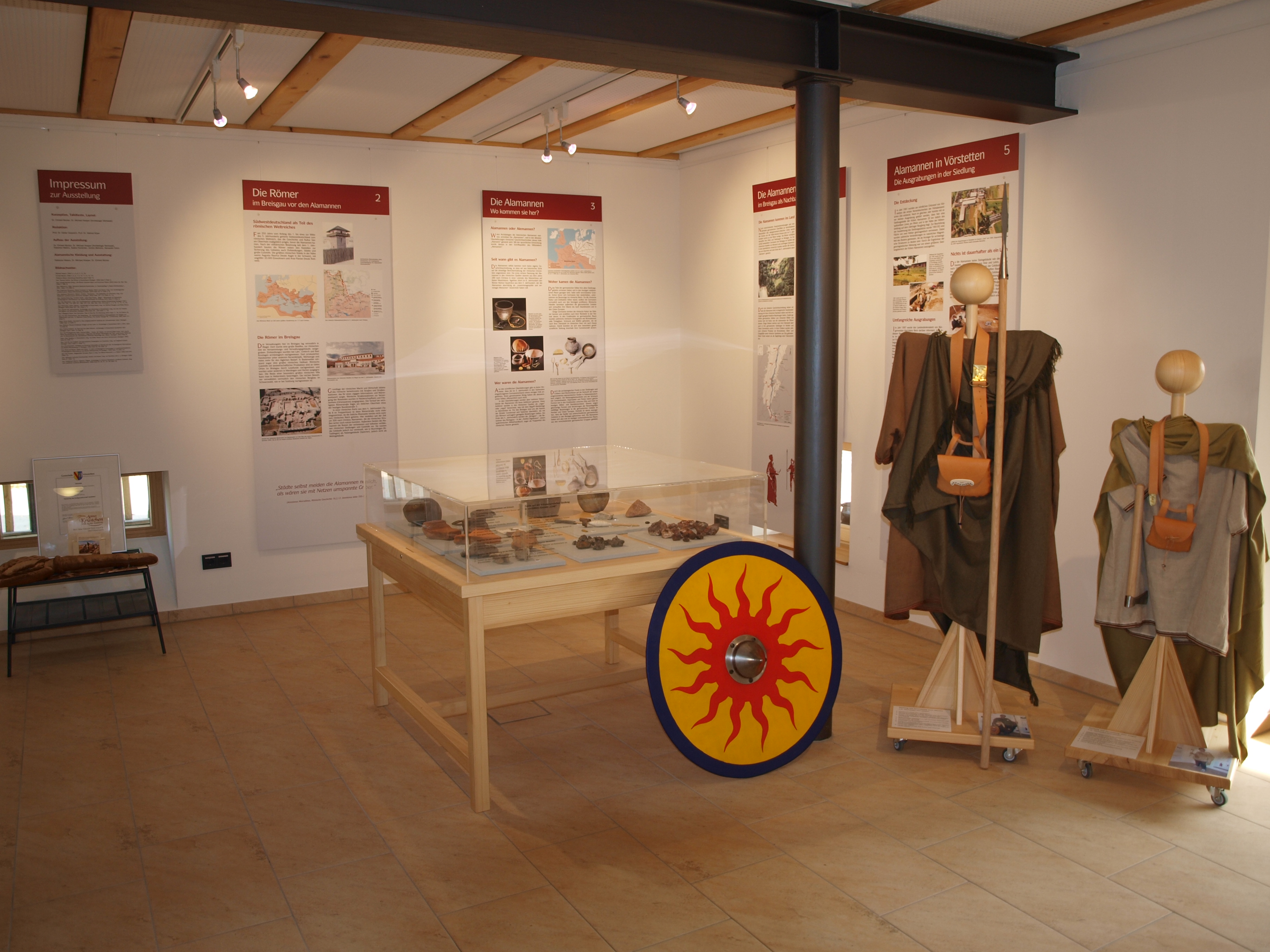
Dauerausstellung